# Liliana Rodrigues
Liliana Maria Gonçalves Rodrigues de Góis (Funchal, Madeira, 13 de abril de 1973) es una investigadora y profesora universitaria portuguesa. Fue eurodiputada entre 2014 y 2019.

## Biografía
Liliana Rodrigues nació en la parroquia de Santo António, en Funchal, isla de Madeira, el 13 de abril de 1973.

### Formación académica
Terminó su licenciatura en filosofía en la Facultad de Ciencias Sociales y Humanas de la Universidad Nueva de Lisboa en 1996. En 1998 obtuvo un posgrado en la rama de formación docente en filosofía de la misma facultad.
En 2003 completó una maestría en educación y, en 2008, un doctorado en la misma área, ambos de la Universidad de Madeira (UMa).

### Vida profesional
Fue profesora de filosofía, psicología y sociología en educación secundaria entre 1998 y 2004. De 2000 a 2007 fue ayudante del Departamento de Ciencias de la Educación (DCE) de la UMa. Entre 2002 y 2004 fue profesora de formación profesional. Entre 2004 y 2008 fue investigadora de la Fundación para la Ciencia y la Tecnología (FCT). Desde 2004 es investigadora integrada en el Centro de Investigación en Educación de la UMa y, desde 2014, profesora ayudante con nombramiento permanente en el Centro de Competencias en Ciencias Sociales de la UMa DCE. Enseña filosofía y teorías críticas de la educación en la UMa.

### Carrera política
Presidió el think tank Laboratório de Ideias da Madeira, asociado a la sección madeirense del Partido Socialista (PS), desde su creación en 2011 hasta 2015. Fue secretaria de la asamblea general de la asociación Madeira Animal Welfare y miembro de la organización Presença Feminina.
Fue elegida diputada al Parlamento Europeo en 2014, como independiente en la lista PS. Completó su mandato en 2019 y no se postuló para la reelección.